# Tomashpil
Tomashpil (en ucraniano: Томашпіль, literalmente "la ciudad de Santo Tomás", en polaco: Tomaszpol, en ruso: Томашполь) es un asentamiento de tipo urbano en la parte oriental de las tierras altas de Podolia, en la región de Óblast de Vínnytsia  de Ucrania central. Tomashpil está situado a orillas del río Rusava. Tomashpil es el distrito administrativo de Tomashpil Raion (780 km 2), hogar de 40 608 habitantes dispersos por el municipio y 30 aldeas alrededor. Población: 5495.
La estación de tren más cercana es Vapniarka, a 19 km de distancia. Se puede acceder a ella en taxi o en un pequeño autobús llamado 'Marshrutka'.

## Historia
El área de Tomshpil y toda la voivodía de Bratslav fue parte del Gran Ducado de Lituania hasta 1569. Y en 1569 (con la Unión de Lublin) pasó al reino de Polonia. La primera mención histórica en los documentos data de 1616, cuando Tomashpil y toda Podolia pertenecían al Reino de Polonia (Corona Polaca). Durante el dominio polaco, Tomshpil perteneció a la voivodía de Braclaw. En 1793, durante la Segunda Partición de Polonia, Tomashpil y Podolia Oriental pasaron de Polonia al Imperio ruso. Formó parte de efímera República Nacional de Ucrania (UNR) en 1917-1919. Desde 1922 hasta 1991 estuvo en la URSS (República Socialista Soviética de Ucrania). Desde 1991 forma parte de la Ucrania independiente. 
El nombre Tomashpil proviene del nombre polaco de Thomas — Tomasz, pronunciado como "Tomash". La terminación "pil" (-pol) es presumiblemente del griego "polis" (ciudad) o "polo" eslavo (campo). 

## Judíos de Tomashpil
La primera comunidad judía conocida fue la del siglo XVII. En 1939 la población judía (censo) era de 3252 personas. Afectando a la comunidad judía estaban Khmelnytskyi Pogroms en 1648–9, pogroms en 1919–20, el fusilamiento de 350 judíos el 4 de agosto de 1941 y el gueto de 1941–1944. El cementerio judío se estableció en 1928 con el último entierro jasídico conocido en 1994. El cementerio está ubicado al sur de Tomashphil, en una ladera a la derecha de la carretera que lleva a Yampil. Limita con un cementerio polaco mucho más nuevo. Aunque muchos de los marcadores de tumbas más antiguos son difíciles de leer, hay muchos más nuevos que están bien mantenidos. También hay una fosa común para los 350 judíos fusilados en 1941. Hoy, Tomashpol es considerada una ciudad ucraniana y pocos judíos permanecen viviendo allí, aunque a veces grupos o individuos vienen en busca de las lápidas o casas de sus familiares. Algunas de las antiguas casas judías permanecen en la calle vieja cerca del mercado central, aunque la mayoría están en mal estado.

## Industrias y empresas
Hay una planta azucarera e industrias textiles en Tomashpil. La fábrica de azúcar se construyó a principios del siglo XX y sigue en funcionamiento 3 meses al año cuando llega la cosecha de azúcar. El mayor depósito de piedra aserrada de Ucrania se encuentra en la región de Vínnytsia, a 10 km de Tomashpil.

## Población
- 1970 - 2100
- 1994 - 5.944